# Mansun
Mansun fue una banda de rock inglesa oriunda de Chester. Formada por Paul Draper, Dominic Chad, Stove King y Andie Rathbone. La agrupación se disolvió en el año 2003.

## Historia
La banda, que fue fundada por Paul Draper, Steve 'Stove' King y Dominic 'Brian' Chad, se llamó en un principio Grey Lantern en honor al superhéroe de cómics Green Lantern. Posteriormente, luego de que oyeran un lado B de The Verve, decidieron rebautizarse como "A Man Called Sun". Sin embargo, existía ya una agrupación cuyo nombre era "A Man Called Adam", por lo que finalmente optaron por acortarlo y convertirse en Mansun de forma definitiva.

## Discografía
- Attack of the Grey Lantern (1997)
- Six (1998)
- Little Kix (2000)
- Kleptomania (2004)

- Datos: Q1151640